# Rumbio (Kampar)
Rumbio is een bestuurslaag in het regentschap Kampar van de provincie Riau, Indonesië. Rumbio telt 3243 inwoners (volkstelling 2010).